# Младен Босић
Младен Босић (Брчко, 24. мај 1961) српски је политичар, инжењер електротехнике и бивши председник Српске демократске странке.

## Биографија
Рођен је у Брчком 1961. године. Основну и средњу школу је завршио у Брчком, након чега је у Београду 1987. дипломирао на Електротехничком факултету Универзитета у Београду. Стручну каријеру је започео на положају главног инжењера у Творници акумулатора „Тесла“ у Брчком у периоду 1988—1991. Био је комерцијални директор ДД „Стакломонт“ у Брчком у периоду 1991—1992, затим директор ЈП ПТТ Брчко 1992—1998, а 1998. постаје обласни директор Телекома Републике Српске за РЈ Брчко до 2007. године.
Од 2006. до 2016. био је на положају председника Српске демократске странке. Дана 8. октобра 2016. Босић је поднео оставку на функцију председника СДС-а због лошег изборног резултата на локалним изборима у БиХ одржаних 2. октобра 2016.
Ожењен је супругом Љиљаном и има сина Николу и ћерку Сандру.